# Francis Lane
Pour les articles homonymes, voir Lane.
Francis Adonijah Lane dit Frank Lane (né le 23 septembre 1874 et mort le 17 février 1927 à Chicago) est un athlète américain.
Il est le cousin d'Albert Tyler, médaillé olympique en saut à la perche.

## Biographie
En 1895, Francis Lane court le 100 yards en 10 secondes. Il est étudiant en troisième année de l'université de Princeton lorsqu'il se rend à Athènes pour y disputer les Jeux olympiques en 1896. Il est le premier athlète américain à s'aligner dans une épreuve olympique lors des séries du 100 mètres, la course constituant l'épreuve d'ouverture des Jeux. Il remporte la première série avec un temps de 12 s 2 et fixe donc par la même occasion le premier record olympique de l'épreuve. Ce record sera égalé dans la série suivante par Thomas Curtis avant d'être battu dans la troisième série par Thomas Burke, qui porte le record à 11 s 8, record qui tiendra jusqu'à l'olympiade suivante.
En finale, il prend la 3e place, terminant dans le même temps que le Hongrois Alajos Szokolyi à environ 4 mètres du vainqueur Thomas Burke, avec un temps estimé à 12 s 6.
Il est l'unique athlète de la délégation américaine à ne pas repartir avec une récompense à l'issue des Jeux olympiques. En effet, à l'époque, seuls les deux premiers étaient récompensés. Le CIO lui attribuera cependant a posteriori une médaille de bronze.
Il ne participe à aucune autre épreuve durant les Jeux.
Des quatre étudiants représentant Princeton aux Jeux, il est le seul a n'avoir jamais gagné une compétition d'envergure durant sa carrière sportive. Après avoir obtenu son diplômé en 1897, il étudie la médecine à l'université Washington de Saint-Louis et devient ophtalmologiste, responsable du département au Rush Medical College et à l'Illinois Central Hospital de Chicago.

## Palmarès
| Date | Compétition           | Lieu    | Résultat | Épreuve | Performance                         |
| ---- | --------------------- | ------- | -------- | ------- | ----------------------------------- |
| 1896 | Jeux olympiques d'été | Athènes | 3e       | 100 m   | 12 s 2 (OR) (Série) 12 s 6 (Finale) |

| Épreuve | Performance | Lieu    | Date |
| ------- | ----------- | ------- | ---- |
| 100 m   | 12 s 2 (OR) | Athènes | 1896 |

Il est le premier titulaire du record olympique du 100 m (12 s 2) pendant quelques minutes, remportant sur ce temps la première série qualificative du 100 m avant que le record soit porté dès la troisième série à 11 s 8 par Thomas Burke.